# Montevideo Challenger
Il Montevideo Challenger è stato un torneo professionistico di tennis giocato su campi in terra rossa. Faceva parte dell'ATP Challenger Series. Si giocava annualmente a Montevideo in Uruguay. Fu ripristinato nel 2005 con il nome Copa Petrobras Montevideo e in seguito prese la denominazione Uruguay Open.

## Albo d'oro

### Singolare
| Anno | Campione         | Finalista         | Punteggio        |
| ---- | ---------------- | ----------------- | ---------------- |
| 1998 | Eduardo Medica   | Christian Ruud    | 6–4, 6–4         |
| 1999 | Karim Alami      | Galo Blanco       | 6–3, 6–1         |
| 2000 | Guillermo Coria  | José Acasuso      | 6–3, 6(9)–7, 6–2 |
| 2001 | David Nalbandian | Fernando González | 6–2, 3–6, 6–3    |

### Doppio
| Anno | Campioni                               | Finalisti                     | Punteggio |
| ---- | -------------------------------------- | ----------------------------- | --------- |
| 1998 | Francisco Cabello Agustín Calleri      | Paulo Taicher Cristiano Testa | 6–4, 6–4  |
| 1999 | Pablo Albano Martín García             | Diego del Río Daniel Orsanic  | 6–2, 6–3  |
| 2000 | Lucas Arnold Ker Gastón Etlis          | Joan Balcells Germán Puentes  | 6–4, 6–4  |
| 2001 | Diego del Río Martín Vassallo Argüello | Gastón Etlis Mariano Hood     | walkover  |